# Iszbi-Erra
Iszbi-Erra (akad. Išbi-Erra) – zbuntowany namiestnik Ibbi-Suena, ostatniego króla z III dynastii z Ur, założyciel i pierwszy władca I dynastii z Isin. Jego rządy datowane są na lata ok. 2017–1985 p.n.e. (chronologia średnia).

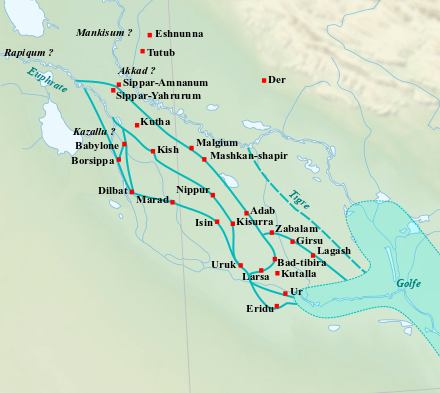
Mapa południowej Mezopotamii w okresie starobabilońskim (ok. 2000-1595 p.n.e.)

## Imię
Imię Išbi-Erra, znaczące najprawdopodobniej „bóg Erra nasycił się”, wydaje się stanowić zakadyzowaną formę amoryckiego imienia Jašbi-Erra. W transliteracji imię to zapisywane jest zazwyczaj dIš-bi-Er3-ra, z użyciem determinatywu boskiego dingir na początku, co świadczy o tym, iż Iszbi-Erra przejął istniejącą za czasów panowania władców III dynastii z Ur ideę „boskości” władcy.

## Długość panowania
Według Sumeryjskiej listy królów Iszbi-Erra panować miał przez 32 (kopia P5) lub 33 (kopie WB 444 i Su1) lata. Lista królów Ur i Isin daje 33 lata

## Panowanie
Pochodzący z Mari Iszbi-Erra pełnił urząd namiestnika Isin za czasów panowania Ibbi-Suena (2029-2005 p.n.e.), ostatniego króla z III dynastii z Ur. Wykorzystując zamieszanie spowodowane najazdem koczowniczych Amorytów wypowiedział on mu w 2017 r. p.n.e. posłuszeństwo i samemu przyjął tytuł królewski, zakładając tym samym I dynastię z Isin. Po upadku III dynastii z Ur udało mu się utrzymać kontrolę nad miastem Isin i centrum religijnym Nippur, a także odbić z rąk Elamitów miasto Ur.
W krótkim czasie podporządkował sobie południową i środkową Mezopotamię, zwalczając lub układając się z lokalnymi przywódcami Amorytów. Utworzone przez niego państwo przez ponad pół wieku, aż do panowania Lipit-Isztara (1934-1924 r. p.n.e.), wyznaczało losy Sumero-Akadu.